# Timothy Yu Gyoung-chon
Timothy Yu Gyoung-chon (kor. 유경촌, * 4. September 1962 in Jung-gu; † 15. August 2025 in Seoul) war ein südkoreanischer römisch-katholischer Geistlicher und Weihbischof in Seoul.

## Leben
Timothy Yu Gyoung-chon studierte von 1981 bis 1987 Katholische Theologie und Philosophie an der Katholischen Universität von Korea in Seoul. Yu erwarb das Baccalauréat in Katholischer Theologie. Er setzte seine Studien an der Julius-Maximilians-Universität Würzburg fort, wo er 1992 das Lizenziat im Fach Katholische Theologie erwarb. Timothy Yu Gyoung-chon empfing am 30. Januar 1992 das Sakrament der Priesterweihe für das Erzbistum Seoul.
1998 wurde Yu an der Philosophisch-Theologischen Hochschule Sankt Georgen in Frankfurt am Main im Fach Christliche Gesellschaftsethik promoviert (Titel der Dissertation: Yu, Timotheus: Eine globale Umweltbewegung? - Die Kirchen im konziliaren Prozess). 1999 war er für einige Monate Vikar in Mok-dong. Von 1999 bis 2008 war Timothy Yu Gyoung-chon Professor an der Katholischen Universität von Korea in Seoul. 2008 wurde Yu Direktor des Zentrums für integrale Pastoral des Erzbistums Seoul und zudem Pfarrer in Myeongil-dong.
Am 30. Dezember 2013 ernannte ihn Papst Franziskus zum Titularbischof von Puppi und bestellte ihn zum Weihbischof in Seoul. Der Erzbischof von Seoul, Andrew Yeom Soo-jung, spendete ihm sowie Peter Chung Soon-taek OCD am 5. Februar 2014 die Bischofsweihe; Mitkonsekratoren waren der Weihbischof in Seoul, Basil Cho Kyu-man, und der Weihbischof in Suwon, Linus Lee Seong-hyo.
Timothy Yu Gyoung-chon starb im August 2025 im Alter von 62 Jahren im St. Mary’s Hospital in Seoul.